# 桑原弘之
桑原 弘之（くわはら ひろゆき、1937年6月9日 - ）は、広島県広島市段原（現・南区）出身 の元サッカー選手(DF)・指導者。実弟は桑原楽之。

## 来歴
父親は弁護士で東大時代、テニスとボートの選手だった。弘之も運動神経がよく、広大付属小、広大付属中学までは野球に親しんだ。広大付属高校に入学すると野球部がないこともありサッカー部へ入部。高校1年からサイドハーフのレギュラーを掴み、1953年全国高等学校サッカー選手権大会で岸和田との引き分け優勝に貢献。3年時はインサイドハーフをやった。高校時代はスピードのあるフォワードタイプの選手だった。鬼武健二は2つ下の後輩にあたる。父の後を継ぐため中央大学法学部へ進学し、1年サッカーを離れ勉学に励む。しかしサッカーの魅力を忘れ去ることが出来ず2年の9月にサッカー部へ入部した。恵まれた運動神経で1年半のブランクを取り戻し、3年時に守備的なセンターハーフ（CH）にコンバートされレギュラーとなる。
卒業後1960年、東洋工業(現マツダ)へ入社。東洋工業蹴球部(のちのマツダSC、現サンフレッチェ広島)に入団。当時の東洋には日本最強のCH・小沢通宏がいたが、一時小沢からポジションを奪う。一年目の後半から右フルバック、二年目からは左フルバックに定着。1965年から始まったJSLでは実弟の楽之や小沢、小城得達、松本育夫らと活躍し、前述の4人に加えて石井義信、今西和男、丹羽洋介、船本幸路らと共に"守備の東洋工業"として一時代を築く。1966年から小沢にかわってキャプテンを務め、JSL優勝4回、天皇杯優勝3回に貢献。
1971年に丹羽、岡光龍三とともに引退し、岡光とともに東洋工業コーチを務めた。その後は東洋工業/マツダに勤務した後ジヤトコへ移り、ジヤトコサッカー部の強化に努めた 。

## 所属クラブ
- 広島大学附属小学校
- 広島大学付属中学校
- 広島大学付属高等学校
- 中央大学
- 1960年 - 1970年 : 東洋工業蹴球部

## 指導歴
- ?年 - ?年 : 東洋工業コーチ

## 個人成績
| 国内大会個人成績 | 国内大会個人成績 | 国内大会個人成績 | 国内大会個人成績 | 国内大会個人成績 | 国内大会個人成績 | 国内大会個人成績 | 国内大会個人成績 | 国内大会個人成績 | 国内大会個人成績 | 国内大会個人成績 | 国内大会個人成績 |
| 年度             | クラブ           | 背番号           | リーグ           | リーグ戦         | リーグ戦         | リーグ杯         | リーグ杯         | オープン杯       | オープン杯       | 期間通算         | 期間通算         |
| 年度             | クラブ           | 背番号           | リーグ           | 出場             | 得点             | 出場             | 得点             | 出場             | 得点             | 出場             | 得点             |
| 日本             | 日本             | 日本             | 日本             | リーグ戦         | リーグ戦         | JSL杯            | JSL杯            | 天皇杯           | 天皇杯           | 期間通算         | 期間通算         |
| ---------------- | ---------------- | ---------------- | ---------------- | ---------------- | ---------------- | ---------------- | ---------------- | ---------------- | ---------------- | ---------------- | ---------------- |
| 1965             | 東洋             |                  | JSL              | 14               | 0                | -                | -                |                  |                  |                  |                  |
| 1966             | 東洋             |                  | JSL              | 14               | 0                | -                | -                |                  |                  |                  |                  |
| 1967             | 東洋             |                  | JSL              | 14               | 0                | -                | -                |                  |                  |                  |                  |
| 1968             | 東洋             |                  | JSL              | 14               | 0                | -                | -                |                  |                  |                  |                  |
| 1969             | 東洋             |                  | JSL              | 2                | 0                | -                | -                |                  |                  |                  |                  |
| 1970             | 東洋             |                  | JSL              | 1                | 0                | -                | -                |                  |                  |                  |                  |
| 通算             | 日本             | 日本             | JSL              | 59               | 0                | -                | -                |                  |                  |                  |                  |
| 総通算           | 総通算           | 総通算           | 総通算           | 59               | 0                | -                | -                |                  |                  |                  |                  |

## 註
1. 1 2 3 4 5 6 7  週刊サッカーマガジン、1967年6月号、p38-41